# Бурав (облогове знаряддя)
Бурав  — облогове знаряддя у вигляді довгого бруса з металевим наконечником для свердління воріт в ворожих фортифікаційних стінах або безпосередньо фортифікаційних стін
. Винахідником бурава вважається давньомакедонський інженер винахідник Діад Пелійський, сучасник і інженер Олександра Македонського. Застосовувався давніми македонцями та римлянами. Монтувався на рухомих конструкціях критих для захисту від вогню захисників стін, разом з пристосуваннями для обертання «свердла». Інколи застосовувався разом з тараном та вінеєю. Бурави були ефективними проти воріт і стін фортець, хоча при цьому наражали атакуючих на небезпеку, так як, вимагали часу для пробивання воріт чи стін, в той час коли оборонці всіма силами намагалися перешкодити цьому процесу
.